# Beltsville 300 1970
Beltsville 300 1970 var ett stockcarlopp ingående i Nascar Grand National Series (nuvarande Nascar Cup Series) som kördes 15 maj 1970 på den 0,5 mile (804,67 m) långa ovalbanan Beltsville Speedway i Beltsville i Maryland. Totalt avverkades 150 miles (241,401 km) fördelat på 300 varv. Banunderlaget var asfalt. Loppet vanns av Bobby Isaac i en Dodge på tiden 1:17.50 körande för K&K Insurance Racing. 
Isaacs snitthastighet uppgick till 76,37 mph. Han var vid målgång ensam förare på ledarvarvet, ett varv före tvåan James Hylton. Prispotten uppgick till 11 525 dollar, varav 1 900 dollar gick till segraren.

## Resultat
| Plc     | Nr | Förare           | Team/ bilägare            | Konstruktör | Start | Varv | Ledda varv |
| ------- | -- | ---------------- | ------------------------- | ----------- | ----- | ---- | ---------- |
| 1       | 71 | Bobby Isaac      | K&K Insurance Racing      | Dodge       | 3     | 300  | 271        |
| 2       | 48 | James Hylton     | Hylton Engineering        | Ford        | 1     | 299  | 19         |
| 3       | 22 | Bobby Allison    | Bobby Allison Motorsports | Dodge       | 2     | 298  | 4          |
| 4       | 06 | Neil Castles     | Neil Castles              | Dodge       | 5     | 297  | 6          |
| 5       | 30 | Dave Marcis      | Marcis Auto Racing        | Dodge       | 4     | 294  | 0          |
| 6       | 54 | Bill Dennis      | Bill Dennis               | Chevrolet   | 8     | 290  | 0          |
| 7       | 64 | Elmo Langley     | Langley-Woodfield Racing  | Ford        | 9     | 289  | 0          |
| 8       | 25 | Jabe Thomas      | Robertson Racing          | Plymouth    | 15    | 285  | 0          |
| 9       | 34 | Wendell Scott    | Scott Racing              | Ford        | 14    | 284  | 0          |
| 10      | 70 | J.D. McDuffie    | McDuffie Racing           | Buick       | 17    | 269  | 0          |
| 11      | 65 | Joe Phipps       | Joe Phipps                | Chevrolet   | 20    | 267  | 0          |
| 12      | 72 | Benny Parsons    | DeWitt Racing             | Ford        | 6     | 236  | 0          |
| 13      | 19 | Henley Gray      | Gray Racing               | Ford        | 19    | 219  | 0          |
| 14      | 10 | Bill Champion    | Champion Racing           | Ford        | 13    | 204  | 0          |
| 15      | 79 | Frank Warren     | Warren Racing             | Plymouth    | 11    | 197  | 0          |
| 16      | 04 | Ken Meisenhelder | Ken Meisenhelder          | Chevrolet   | 18    | 130  | 0          |
| 17      | 24 | Cecil Gordon     | Gordon Racing             | Ford        | 10    | 125  | 0          |
| 18      | 77 | John Kenney      | Bob Freeman               | Ford        | 26    | 113  | 0          |
| 19      | 97 | Lee Gordon       | Gordon Racing             | Ford        | 25    | 109  | 0          |
| 20      | 45 | Bill Seifert     | Seifert Racing            | Ford        | 7     | 82   | 0          |
| 21      | 82 | John Jennings    | Mack Sellers              | Ford        | 22    | 64   | 0          |
| 22      | 4  | John Sears       | John Sears                | Dodge       | 12    | 45   | 0          |
| 23      | 67 | Dick May         | Ron Ronacher              | Ford        | 21    | 26   | 0          |
| 24      | 00 | Harry Shipe      | Joe Savoca                | Ford        | 23    | 24   | 0          |
| 25      | 8  | Ed Negre         | Negre Racing              | Ford        | 16    | 12   | 0          |
| 26      | 23 | James Cox        | Robertson Racing          | Plymouth    | 24    | 3    | 0          |
| 27      | 74 | Bill Shirey      | i.u.                      | Plymouth    | 27    | 0    | 0          |
| Källor: |    |                  |                           |             |       |      |            |